# جبال النير
جبال النِّير هي جبال تقع شرق محافظة عفيف  وسط المملكة العربية السعودية، تحوي الجبال على عدد كبير من الأودية والشعاب وكميات كبيرة من المياه، وهي أحد المعالم الجغرافية في الجزيرة العربية .

## الجبال في الشعر
يقول جحدر بن مالك المشهور بجحدر اللص أحد شعراء الدولة الأموية: